# Regió Sudano-zambeziana

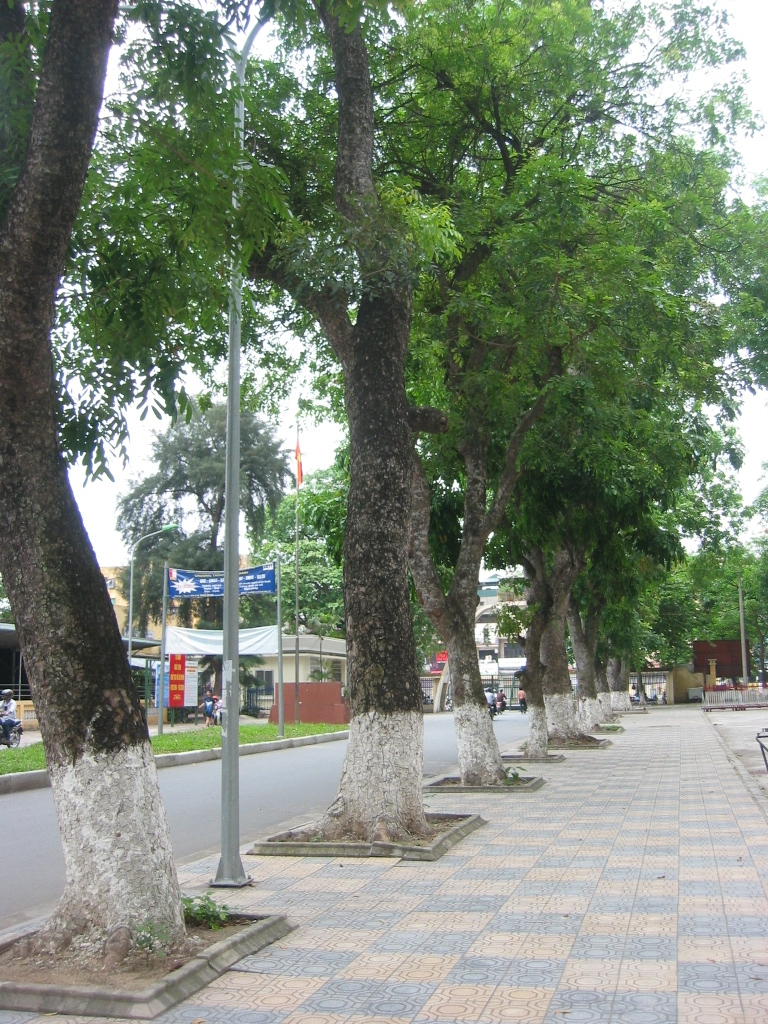
Khaya senegalensis una espècie d'arbre característic de la regió sudano-zambeziana

La regió sudano-zambeziana és una regió florística paleotropical d'una part d'Àfrica.
La flora sudano-zambeziana cobreix lamajor part de l'Àfrica al sud del Sàhara i fora dels boscos tropicals. Es pot dividir en tres províncies florístiques principals:
- Somalo-etiòpica, a l'altiplà d'Etiòpia s'hi troben molts endemismes. Hi ha una ruta de colonització d'elements de la regió mediterrània
- Sudanesa, Sudan del sud i nord d'Uganda. Entre les herbes altes hi ha el gènere Hyparrhenia. Khaya senegalensis és una espècie característica d'arbre.
- Zambeziana al sud de l'anterior. Té arbredes sabanes i praderies.

Alguns botànics diferencien també la flora afro-alpina de les altes muntanyes d'aquesta regió.
Aquest regió té una topografia molt variada, la disposició de les plantes es fa amb transicions des de les zones tropicals a les de clima més temperat de les muntanyes. A la zona litoral, on hi plou més, hi ha una flora diferent. S'ha suggerit que el litoral hauria servit de refugi a les plantes durant els canvis climàtics del Plistocè.